# Buru
Buru là hòn đảo lớn thứ ba trong quần đảo Maluku của Indonesia. Đảo nằm giữa biển Banda ở phía nam và biển Seram ở phía bắc, phía tây của đảo Ambon và đảo Seram. Về mặt hành chính, hòn đảo thuộc tỉnh Maluku và bao gồm hai huyện Buru (tiếng Indonesia: Kabupaten Buru) và Nam Buru (tiếng Indonesia: Kabupaten Buru Selatan). Các huyện lị của chúng tương ứng là Namlea và Nampole, có các cảng và là những đô thị lớn nhất trên đảo. Sân bay quân sự Namlea cũng có các chuyến bay dân sự.
Khoảng một phần ba dân cư của đảo là thổ dân, hầu hết là người Buru, song cũng có người Lisela, người Ambelau và người Kayeli. Phần dân cư còn lại là những người nhập cư đến từ Java và các đảo khác của quần đảo Maluku. Tín đồ chia đều cho Ki-tô giáo và Hồi giáo Sunni, với một số tàn dư của những đức tin truyền thống. Dù các phương ngữ và ngôn ngữ bản địa vẫn được các cộng đồng riêng biệt sử dụng, tiếng Indonesia là ngôn ngữ giao tiếp giữa các cộng đồng và là ngôn ngữ hành chính. Hầu hết hòn đảo được rừng bao phủ với hệ động thực vật phong phú. Trong 179 loài chim và 25 loài động vật có vú, khoảng 14 chỉ được tìm thấy tại Buru hoặc chỉ thấy tại Buru và các đảo lân cận, đáng chú ý nhất là loài lợn hoang dã Babyrousa babyrussa (lợn hươu Buru). Có ít hoạt động công nghiệp trên đảo, hấu hết cư dân tham gia vào các hoạt động trồng lúa, ngô, khoai lang, đậu, dừa, ca cao, cà phê, đinh hương và nhục đậu khấu. Các ngành khác là chăn nuôi và đánh cá.
Hòn đảo được đề cập đến lần đầu tiên trong các tư liệu là vào năm 1365. Từ năm 1658 đến 1942, đảo là thuộc địa của Công ty Đông Ấn Hà Lan và sau đó là của Đế quốc Hà Lan. Chính quyền Hà Lan đã cho tái định cư nhiều ngôi làng bản địa đến thủ phủ mới tại vịnh Kayeli để làm việc trong các đồn điền đinh hương. Điều này cũng thúc đẩy sự phân tầng xã hội trong dân cư bản địa khi lòng trung thành với các raja được lựa chọn đặt cao hơn những thủ lĩnh thị tộc địa phương. Hòn đảo bị quân đội Nhật Bản chiếm đóng từ năm 1942 đến 1945 và tới năm 1950 thì trở thành một phần của nước Indonesia độc lập. Dưới thời tổng thống Suharto vào những năm 1960–1970, Buru có một nhà tù để giam giữ hàng nghìn tù nhân chính trị. Nhà văn Pramoedya Ananta Toer đã viết hầu hết các tiểu thuyết của ông tại đây, khi bị giữ tại Buru.

## Địa lý

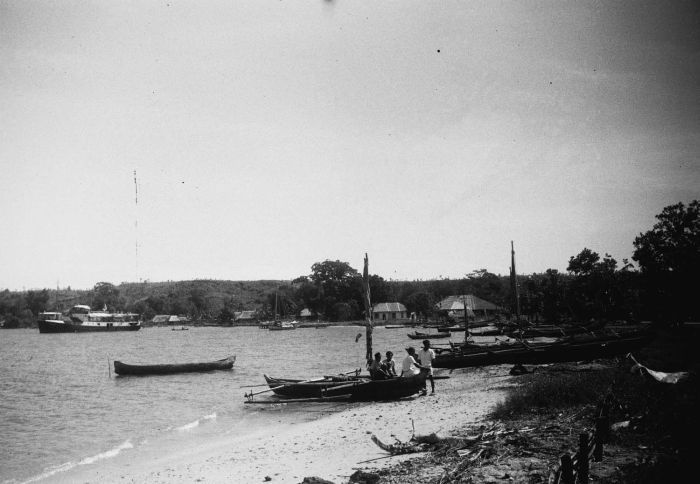
Ảnh vịnh Kayeli, gần Namlea, chụp năm 1949

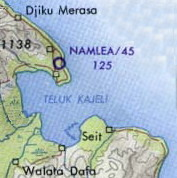
Vịnh Kayeli

Đảo Buru nằm giữa hai biển thuộc Thái Bình Dương – biển Seram (tiếng Indonesia: Laut Seram) ở phía bắc và biển Banda (tiếng Indonesia: Laut Banda) về phía nam. Eo biển Manipa (tiếng Indonesia: Selat Manipa) nằm giữa Buru và đảo Seram (tiếng Indonesia: Pulau Seram). Với diện tích 9.505 km2 (3.670 dặm vuông Anh), Buru là đảo lớn thứ ba trong quần đảo Maluku (tiếng Indonesia: Kepulauan Maluku), sau Halmahera và Seram.
Hình dạng đảo Buru giống hình ôvan. Chiều dài tối đa 130 km (81 mi) từ đông sang tây và 90 km (56 mi) từ bắc xuống nam. Đường bờ biển liền mạch, với một vùng lõm vào là vịnh Kayeli tại bờ đông. Vịnh này cũng có hình ôvan. Vịnh khoét sâu vào đảo 8–12 km và có chiều rộng tối đa 17 km; giảm xuống còn 9 km khi ra tới biển; chiều dài bờ biển của vịnh là 50 km. Namlea là điểm dân cư lớn nhất trên đảo.
Đỉnh núi Kapalatmada (còn gọi là Kepala Madan, Kepalat Mada hay Ghegan) là điểm cao nhất đảo, đạt 2.700 m (8.900 ft). Ngoài khơi Buru có nhiều đảo nhỏ hơn; trong đó những đảo có dân số lớn nhất là Ambelau (lơn nhất, đường kính 10 km, cách bờ đông nam Buru khoảng 20 km), Tengah (tiếng Indonesia: Pulau Tengah). Những đảo hoang lớn nhất là Fogi (tiếng Indonesia: Pulau Fogi), Oki (tiếng Indonesia: Pulau Oki) và Tomahu (tiếng Indonesia: Pulau Tomahu).